# Piotr Stankiewicz
Piotr Mikołaj Stankiewicz (ur. 1983) – polski filozof, pisarz i poeta. Przedstawiciel i popularyzator stoicyzmu współczesnego.

## Życiorys
Autor książek o stoicyzmie w języku polskim (bestsellerowa Sztuka życia według stoików) i angielskim (Does Happiness Write Blank Pages? On Stoicism and Artistic Creativity z przedmową Lawrence C. Beckera oraz Manual of Reformed Stoicism). Od 2016 członek międzynarodowego zespołu Modern Stoicism. Występował także na konferencji Stoicon.
Absolwent astronomii (2008) i filozofii (2010) na Uniwersytecie Warszawskim. W 2015 uzyskał doktorat z filozofii na Wydziale Filozofii i Socjologii Uniwersytetu Warszawskiego na podstawie pracy An Analysis of the Alleged Contradiction Between Stoicism and Creativity (promotor – Janusz Dobieszewski). Stypendysta m.in. Fundacji Kościuszkowskiej i Narodowego Programu Rozwoju Humanistyki.
Publikował m.in. w „Tygodniku Powszechnym”, „Przekroju”, „Kulturze Liberalnej”.

## Publikacje
- Elementarz. Nowa Ruda: Mamiko, 2013. ISBN 978-83-63906-07-8. Brak numerów stron w książce
- Sztuka życia według stoików. Warszawa: W.A.B, 2014. ISBN 978-83-280-0905-9. Brak numerów stron w książce
- 21 polskich grzechów głównych. Warszawa: Bellona, 2018. ISBN 978-83-11-15345-5. Brak numerów stron w książce
- Does Happiness Write Blank Pages? On Stoicism and Artistic Creativity. Wilmington: Vernon Press, 2018. ISBN 978-1-62273-446-7. Brak numerów stron w książce
- My fajnopolacy. Warszawa: Bellona, 2019. ISBN 978-83-11-15676-0. Brak numerów stron w książce
- Manual of Reformed Stoicism. Wilmington: Vernon Press, 2020. ISBN 978-1-62273-648-5. Brak numerów stron w książce